# Forsö
Forsö är en ö i Finland.   Den ligger i kommunen Lovisa i landskapet Nyland, i den södra delen av landet, 70 km nordost om huvudstaden Helsingfors. Arean är 0,97 kvadratkilometer.
Terrängen på Forsö är mycket platt. Öns högsta punkt är 20 meter över havet. Den sträcker sig 1,3 kilometer i nord-sydlig riktning, och 1,6 kilometer i öst-västlig riktning.  I omgivningarna runt Forsö växer i huvudsak blandskog.